# Corylus heterophylla
Corylus heterophylla, más conocido como avellano asiático, es una especie de avellano nativa del este de Asia en el norte y centro de China, Corea, Japón y el sureste de Siberia.

## Descripción
Es un arbusto o árbol pequeño de hoja caduca que crece hasta 7 metros de altura, con tallos de hasta 20 centímetros de corteza gruesa de color gris. Las hojas son redondeadas, de 4 a 13 centímetros de largo y de 2.5 a 10 centímetros de ancho, con un margen toscamente doblemente dentado a algo lobulado y un ápice a menudo truncado. Las flores son amentos polinizados por el viento; los amentos masculinos (polen) son de color amarillo pálido, 4 centímetros de largo, mientras que los amentos femeninos son de color rojo brillante y sólo de 1 a 3 milímetros de largo. El fruto es una nuez que se produce en racimos de 2 a 6; cada nuez es de 0.7 a 1.5 centímetros de diámetro, parcialmente encerrado en un involucro (cáscara) largo y parecido a una bráctea de 1.5 a 2.5 centímetros.
Es muy similar al avellano común (Corylus avellana), estrechamente relacionado con él, de Europa y Asia occidental, diferenciándose en que sus hojas son algo más lobuladas.

## Usos
La nuez es comestible y es muy similar a la avellana común; se cultiva comercialmente en China.